# إتش تي سي وايلد فاير

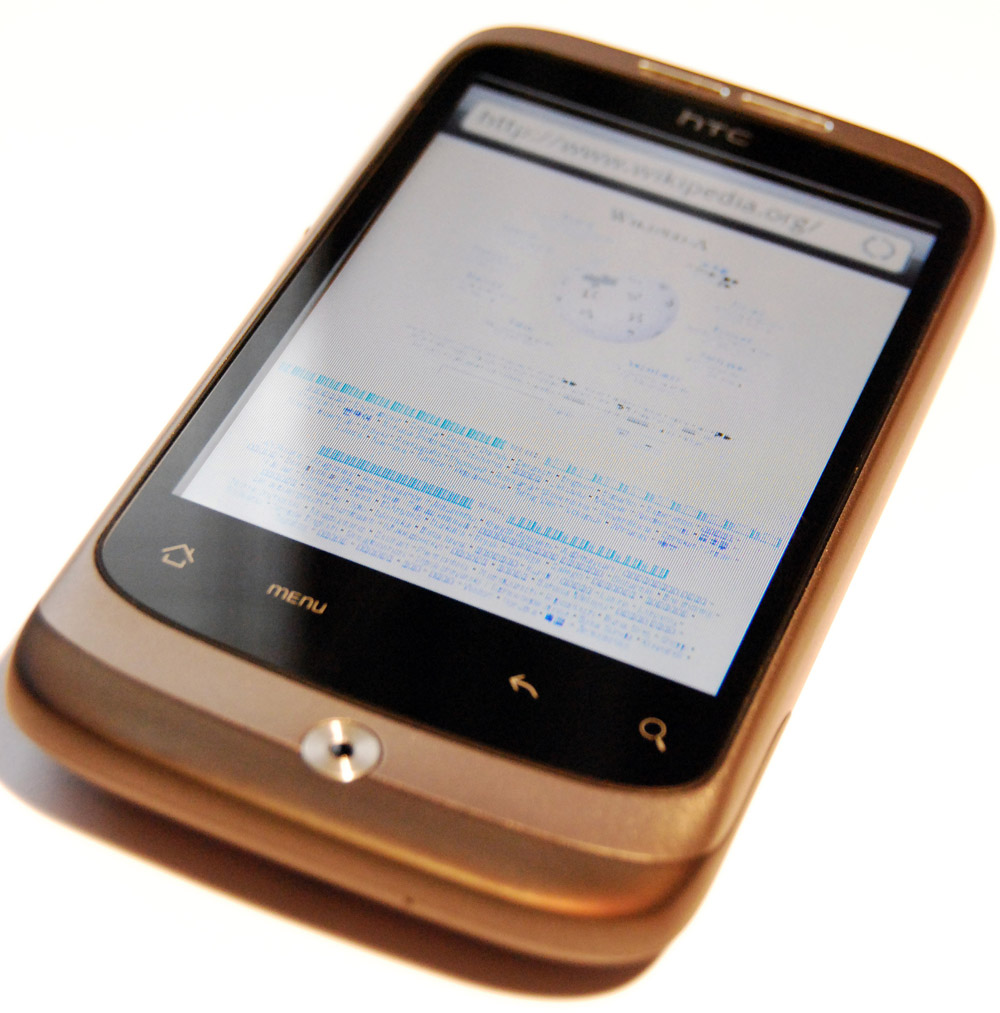
إتش تي سي وايلد فاير

## الوزن
4.16 أونصة (118 جرامًا) مع وجود البطارية

## الشاشة
النوع: شاشة سعوية تعمل باللمس مع إمكانية الضغط للتكبير/التصغير
الدقة: 240 480X320 QVGA

## سرعة معالجة CPU
```
600 ميجا هرتز
```

## التخزين
ROM: 8 جيجا
RAM:512 ميجابايت
لمنصة
Android™ 2.1 مع (Éclair) HTC Sense™

## الكاميرا
كاميرا ملونة 5 ميجا بكسل
تركيز تلقائي وفلاش
إضافة علامات جغرافية

## الإنترنت4
3G:
سرعة تنزيل تصل إلى 7.2 ميجا بايت في الثانية
سرعة تنزيل تصل إلى 384 كيلو بايت في الثانية
GPRS:
تنزيل يصل إلى 114 كيلو بايت في الثانية
EDGE:
تنزيل يصل إلى 560 كيلو بايت في الثانية
Wi-Fi™:
IEEE 802.11 b/g
Bluetooth®

## Bluetooth® 2.1 مع معدل بيانات محسن
A2DP لسماعات الرأس الاستريو اللاسلكية
FTP وOPP (نقل الكائنات) لنقل الملفات
ملفات التعريف الأخرى المدعومة: AVRCP، GAP، GOEP، HFP، HSP، PBAP، SPP، ملف تعريف تطبيق اكتشاف الخدمة
الشبكات الاجتماعية

## Facebook© لـ HTC Sense
Friend Stream
مشاركة الصور على Facebook© وFlickr® وTwitter™
مشاركة الفيديو على YouTube™
HTC Peep للاستخدام مع موقع Twitter
متطلبات نظام Windows الموصى بها
Windows® 7 أو Windows Vista® أو Windows XP
مجموعة مزامنة HTC

## فتحة التوسعة
بطاقة ذاكرة microSD™ (متوافق مع SD 2.0)
تدعم ما يصل إلى 32 جيجا بايت

## الموصلات
موصل صوت استيريو 3.5 ملم
micro-USB قياسي (micro-USB 2.0 ذو 5 دبابيس)
المستشعرات

## G-Sensor
- البوصلة الرقمية
- مستشعر القرب
- مستشعر الضوء المحيط